# Sarcoglyphis comberi
Sarcoglyphis comberi là một loài thực vật có hoa trong họ Lan. Loài này được (J.J.Wood) J.J.Wood miêu tả khoa học đầu tiên năm 1987.